# Lijst van personages uit Supergirl
Een lijst met personages die verschijnen in de televisieserie Supergirl.

## Overzicht
| Personage                              | Acteur/actrice     | Eerste verschijning                   | Seizoenen       | Seizoenen       | Seizoenen       | Seizoenen       |
| Personage                              | Acteur/actrice     | Eerste verschijning                   | 1               | 2               | 3               | 4               |
| Hoofdpersonages                        | Hoofdpersonages    | Hoofdpersonages                       | Hoofdpersonages | Hoofdpersonages | Hoofdpersonages | Hoofdpersonages |
| -------------------------------------- | ------------------ | ------------------------------------- | --------------- | --------------- | --------------- | --------------- |
| Kara Zor-El / Kara Danvers / Supergirl | Melissa Benoist    | "Pilotaflevering"                     | Hoofdrol        | Hoofdrol        | Hoofdrol        | Hoofdrol        |
| James Olsen / Guardian                 | Mehcad Brooks      | "Pilotaflevering"                     | Hoofdrol        | Hoofdrol        | Hoofdrol        | Hoofdrol        |
| Alex Danvers                           | Chyler Leigh       | "Pilotaflevering"                     | Hoofdrol        | Hoofdrol        | Hoofdrol        | Hoofdrol        |
| Winn Schott                            | Jeremy Jordan      | "Pilotaflevering"                     | Hoofdrol        | Hoofdrol        | Hoofdrol        |                 |
| J'onn J'onzz / Martian Manhunter       | David Harewood     | "Pilotaflevering"                     | Hoofdrol        | Hoofdrol        | Hoofdrol        | Hoofdrol        |
| Cat Grant                              | Calista Flockhart  | "Pilotaflevering"                     | Hoofdrol        | Terugkerend     | Gastrol         |                 |
| Maggie Sawyer                          | Floriana Lima      | "Welcome to Earth"                    |                 | Hoofdrol        | Terugkerend     |                 |
| Mon-El                                 | Chris Wood         | "The Adventures of Supergirl"         |                 | Hoofdrol        | Hoofdrol        |                 |
| Lena Luthor                            | Katie McGrath      | "The Adventures of Supergirl"         |                 | Terugkerend     | Hoofdrol        | Hoofdrol        |
| Samantha Arias / Reign                 | Odette Annable     | "Girl of Steel"                       |                 |                 | Hoofdrol        |                 |
| Brainiac 5 / Brainy                    | Jesse Rath         | "Legion of Superheroes"               |                 |                 | Terugkerend     | Hoofdrol        |
| Ben Lockwood / Agent Liberty           | Sam Witwer         | "American Alien"                      |                 |                 |                 | Hoofdrol        |
| Nia Nal / Dreamer                      | Nicole Maines      | "American Alien"                      |                 |                 |                 | Hoofdrol        |
| Lauren Haley                           | April Parker Jones | "Ahimsa"                              |                 |                 |                 | Hoofdrol        |
| Terugkerende personages                |                    |                                       |                 |                 |                 |                 |
| Eliza Danvers                          | Helen Slater       | "Pilot"                               | Terugkerend     | Gastrol         | Gastrol         | Gastrol         |
| Jeremiah Danvers                       | Dean Cain          | "Pilot"                               | Terugkerend     | Terugkerend     |                 |                 |
| Agent Vasquez                          | Briana Venskus     | "Pilot"                               | Terugkerend     | Gastrol         | Gastrol         |                 |
| Astra In-Ze                            | Laura Benanti      | "Pilot"                               | Terugkerend     |                 |                 |                 |
| Alura Zor-El                           | Laura Benanti      | "Pilot"                               | Terugkerend     | Gastrol         |                 |                 |
| Alura Zor-El                           | Erica Durance      | "Girl of Steel"                       |                 |                 | Terugkerend     |                 |
| Non                                    | Chris Vance        | "Stronger Together"                   | Terugkerend     |                 |                 |                 |
| Maxwell Lord                           | Peter Facinelli    | "Stronger Together"                   | Terugkerend     |                 |                 |                 |
| Lucy Lane                              | Jenna Dewan-Tatum  | "Fight or Flight"                     | Terugkerend     |                 |                 |                 |
| Leslie Willis / Livewire               | Brit Morgan        | "Livewire"                            | Terugkerend     | Gastrol         | Gastrol         |                 |
| Sam Lane                               | Glenn Morshower    | "Red Faced"                           | Terugkerend     |                 |                 |                 |
| Siobhan Smythe / Silver Banshee        | Italia Ricci       | "Truth, Justice and the American Way" | Terugkerend     |                 |                 |                 |
| Indigo                                 | Laura Vandervoort  | "Solitude"                            | Terugkerend     |                 |                 |                 |
| Kal-El / Clark Kent / Superman         | Tyler Hoechlin     | "The Adventures of Supergirl"         |                 | Terugkerend     |                 | Gastrol         |
| Lillian Luthor                         | Brenda Strong      | "The Adventures of Supergirl"         |                 | Terugkerend     | Gastrol         | Gastrol         |
| Eve Teschmacher                        | Andrea Brooks      | "The Adventures of Supergirl"         |                 | Terugkerend     | Terugkerend     | Terugkerend     |
| Snapper Carr                           | Ian Gomez          | "The Last Children of Krypton"        |                 | Terugkerend     |                 |                 |
| Olivia Marsdin                         | Lynda Carter       | "Welcome to Earth"                    |                 | Terugkerend     |                 | Gastrol         |
| M'gann M'orzz / Miss Martian           | Sharon Leal        | "Welcome to Earth"                    |                 | Terugkerend     | Gastrol         |                 |
| Demos                                  | Curtis Lum         | "The Martian Chronicles"              |                 | Terugkerend     | Gastrol         |                 |
| Lyra Strayd                            | Tamzin Merchant    | "Mr. & Mrs. Mxyzptlk"                 |                 | Terugkerend     |                 |                 |
| Rhea                                   | Teri Hatcher       | "Exodus"                              |                 | Terugkerend     |                 |                 |
| Lar Gand                               | Kevin Sorbo        | "Exodus"                              |                 | Terugkerend     |                 |                 |
| Ruby Arias                             | Emma Tremblay      | "Girl of Steel"                       |                 |                 | Terugkerend     |                 |
| Morgan Edge                            | Adrian Pasdar      | "Girl of Steel"                       |                 |                 | Terugkerend     |                 |
| M'rynn J'onzz                          | Carl Lumbly        | "Far From the Tree"                   |                 |                 | Terugkerend     |                 |
| Thomas Coville                         | Chad Lowe          | "The Faithful"                        |                 |                 | Terugkerend     |                 |
| Selena                                 | Anjali Jay         | "The Faithful"                        |                 |                 | Terugkerend     |                 |
| Imra Ardeen / Saturn Girl              | Amy Jackson        | "Wake Up"                             |                 |                 | Terugkerend     |                 |
| Julia Freeman / Purity                 | Krys Marshall      | "Fort Rozz"                           |                 |                 | Terugkerend     |                 |
| Mercy Graves                           | Rhona Mitra        | "The American Alien"                  |                 |                 |                 | Terugkerend     |
| Otis Graves                            | Robert Baker       | "The American Alien"                  |                 |                 |                 | Terugkerend     |
| Raymond Jensen / Parasite              | Anthony Konechny   | "The American Alien"                  |                 |                 |                 | Terugkerend     |
| Mackenzie                              | Jaymee Mak         | "The American Alien"                  |                 |                 |                 | Terugkerend     |
| Baker                                  | Bruce Boxleitner   | "Fallout"                             |                 |                 |                 | Terugkerend     |
| Lydia Lockwood                         | Sarah Smyth        | "Man of Steel"                        |                 |                 |                 | Terugkerend     |
| Manchester Black                       | David Ajala        | "Ahimsa"                              |                 |                 |                 | Terugkerend     |

## Hoofdpersonages

### Kara-Zor-El / Kara Danvers / Supergirl

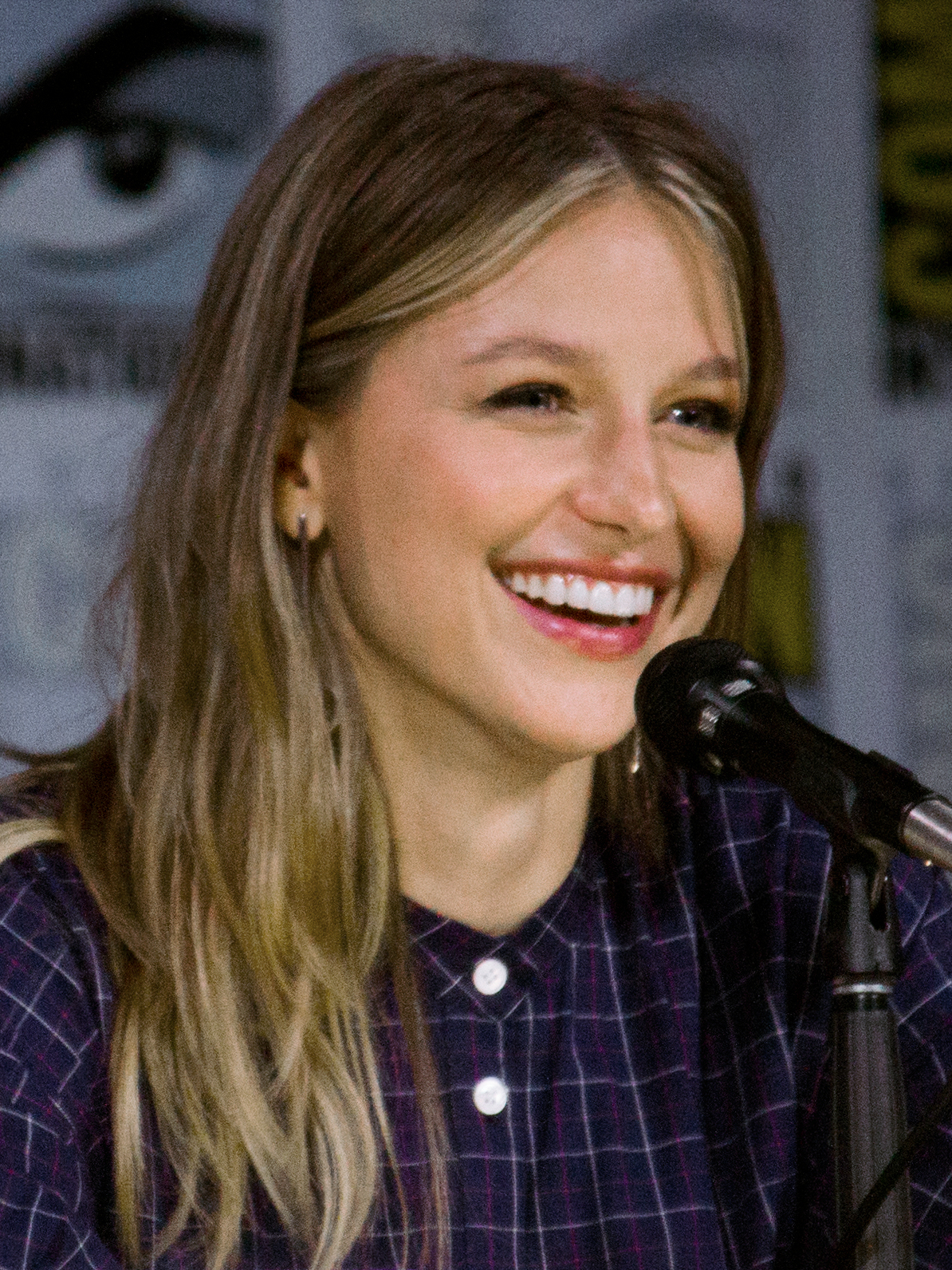
Melissa Benoist

Kara Zor-El / Kara Danvers / Supergirl (gespeeld door Melissa Benoist; seizoen 1 t/m huidig seizoen) is een 24-jarige Kryptoniaan, die nu in de stad National City woont, die haar krachten dient te omarmen, die ze voorheen probeerde te onderdrukken. Ze assisteert haar adoptie zus Alex Danvers als onderdeel van de Department of Extranormal Operations (DEO) wanneer ze de waarheid ontdekt dat haar adoptie vader ook voor de dienst werkte. Bij de DEO helpen de collega's van Alex Supergirl haar krachten beter onder controle te krijgen. Ondertussen werkt Kara als Cat Grants assistent bij CatCo. Kara ontdekt ook het bestaan van metamensen en multiversums wanneer ze bevriend raakt met Barry Allen, bekend als the Flash, een superheld van een andere parallel aarde (Aarde-1). Beonist uit haar enthousiasme over het spelen van de personage, en daarmee in staat om "een verhaal te vertellen over een menselijk wezen dat zijn volledige potentie en krachten leert kennen". Claire Holt en Gemma Atkinson waren ook overwegingen voor de rol. Malina Weissman en Izabela Vidovic zijn te zien als jongere versies van Kara.

### James Olsen / Guardian

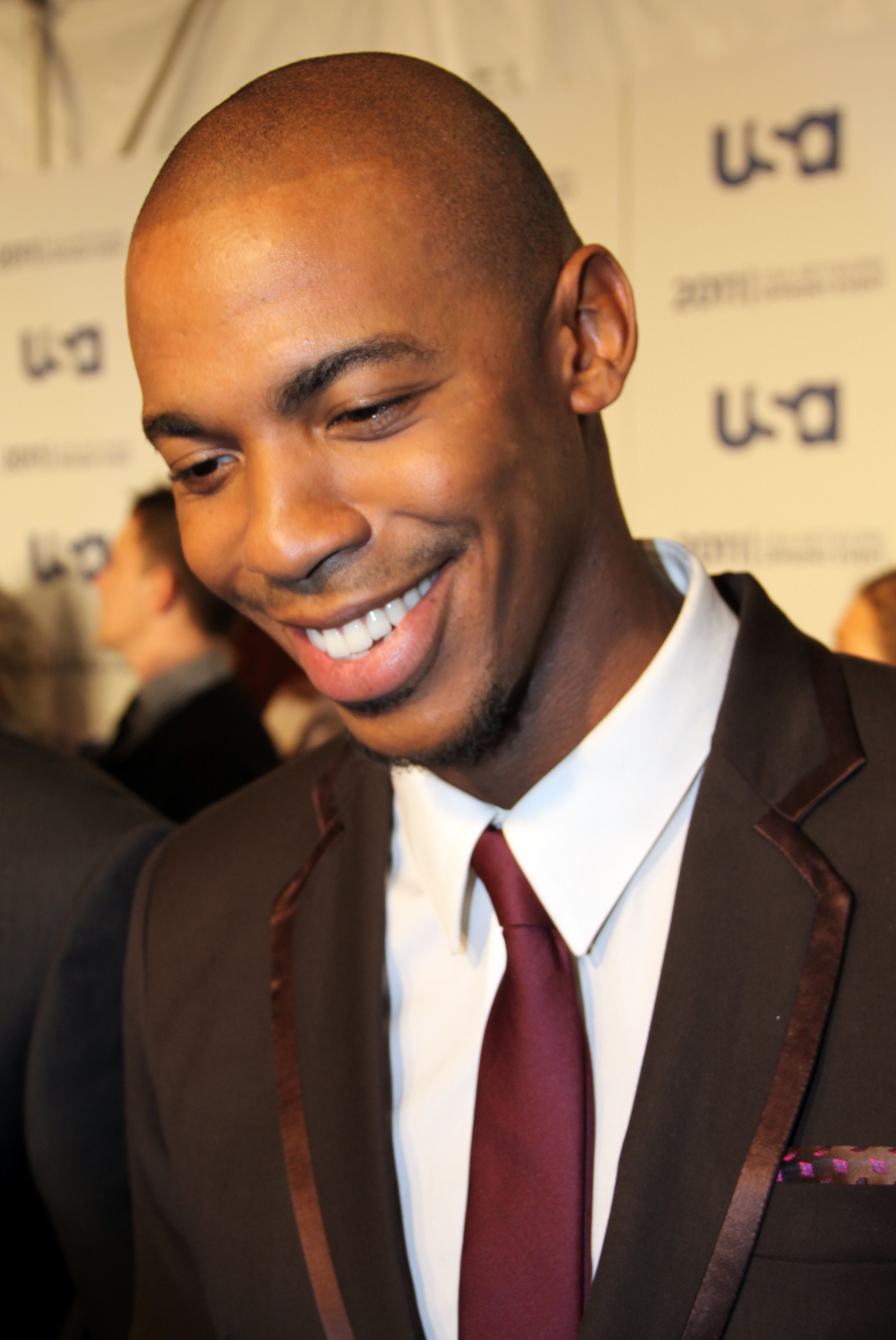
Mehcad Brooks

James Olsen (gespeeld door Mehcad Brooks; seizoen 1 t/m huidig seizoen) is een voormalig fotograaf van de Daily Planet die naar National City is verhuist om daar aan de slag te gaan als artdirector bij CatCo Worldwide Media van zijn voormalige collega Cat Grant. Hij en Kara zijn in het eerste seizoen een potentieel koppel. Een van zijn redenen om te verhuizen was dat hij net gescheiden was van zijn verloofde, Lucy Lane. Tevens houdt hij in opdracht van Superman, de net verschenen Supergirl voor hem in de gaten. Dit doet hij omdat hij een goede vriend van hem is. Tijdens zijn werk bij de Daily Planet kreeg James de Pulitizer Prijs, voor het maken van de eerste foto van de superheld Superman.
In het tweede seizoen, begonnen Kara en James wat voor elkaar te voelen, echter besloot Kara dat ze niet goed samen zouden gaan, en daarom beter maar vrienden konden blijven. Met de hulp van Winn, ontwikkelt James zijn identiteit als Guardian. Tevens wordt hij uitvoerend CEO van CatCo Worldwide Media, nadat Cat Grant een sabbatical nam.
In het derde seizoen, starten James en Lena Luthor een liefdesrelatie. Aan het eind van het seizoen maakt James zijn identiteit als de Guardian bekend aan het publiek. Brooks is kort te zien als zijn tegenhanger van Aarde-X, waar hij een lid was van een ondergronds verzetstrijdersnetwerk tegen het Nieuw Rijk, de Freedom Fighters. Deze James Olsen / Guardian wordt gedood door de Zwarte Arrow na een gevecht. In de crossover van het vierde seizoen Elseworlds speelt Brooks ook zijn versie van Aarde-1, die werkt als de bodyguard van Cisco Ramon.

### Alex Danvers

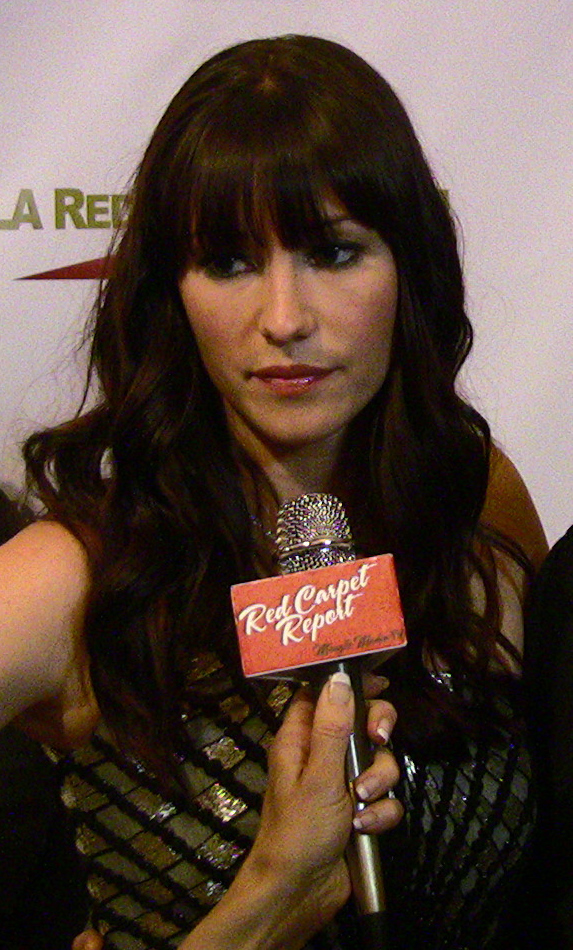
Chyler Leigh

Alexandra "Alex" Danvers (gespeeld door Chryler Leigh; seizoen 1 t/m huidig seizoen). Is Kara's adoptiezus, die een verleden heeft in de party scene. Ze wordt aangenomen door Henk Henshaw bij de DEO nadat ze gearresteerd was voor het rijden onder invloed, in de poging haar weer op de rit te krijgen nadat hij wel potentie in haar zag. Als Henshaws beschermeling werd ze persoonlijk getraind in verschillende vechttechnieken, strategie, tactiek en onderzoekstechnieken nadat ze zich bij de DEO aansloot, en ze Henshaws rechterhand werd in het werkveld. Sinds dan is ze een uitmuntend strijder, scherpschutter, tacticus, en rechercheur, en Alex probeert strikte training ook over te brengen op Kara, zodat zij minder afhankelijk zou worden van haar krachten. Ze wordt wantrouwig tegenover de DEO,  wanneer ze te kennen komt over de rol die haar vader vervulde binnen de organisatie om zo Kara te kunnen beschermen. Uiteindelijk leert Alex dat Henshaw een overlevende is van Mars, J'onn J'onzz die de gedaante van Henshaw heeft aangenomen, nadat hij Alex's vader heeft gered (van wie ze dacht dat hij dood was), daarbij kwam de echte Henk Henshaw wel om het leven. Ze wordt echter gearresteerd en in hechtenis genomen, omdat ze af wist van de ware identiteit van Henshaw als J'onn J'onzz. Maar zij en J'onn ontsnappen als ze leren dat haar vader nog leeft, maar gevangen is genomen door Project Cadmus. Alex en J'onn wordt gratie verleent door de President nadat zij hielpen met het stoppen van Non zijn aanval, waardoor Kara ook weer aansluit bij de DEO. Alex verkreeg ook een exoskelet werkend op kryptoniet toen ze onder de controle was van Non, met als doel om Kara te verslaan. Het exoskelet verterkt haar kracht en uithoudingsvermogen. Ze besluit het pak te houden, dan wel met een andere krachtbron.
In seizoen twee, komt Alex achter haar homoseksualiteit, en gaat een relatie aan met Magie Sawyer een rechercheur van National City Police Department. Ze vertrouwt Sawyer zo goed, dat ze vertelt dat ze voor de DEO werkt, daarna werken ze paar keer samen aan een zaak.
Jordan Mazarati en Olivia Nikkanen zijn te zien als een jongere versie van Alex.

### Winn Shott

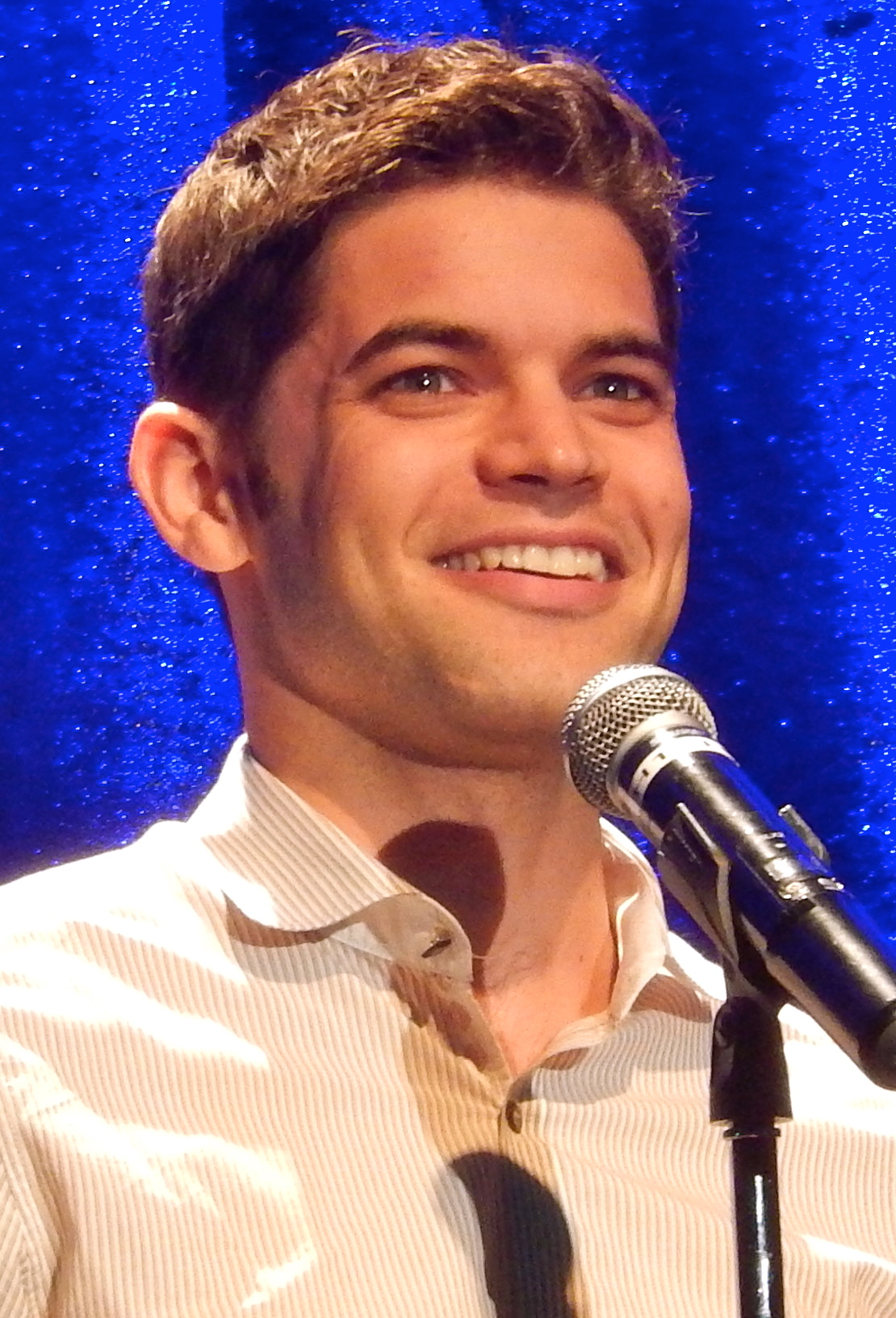
Jeremy Jordan

Winslow "Winn" Schott Jr. (gespeeld door Jeremy Jordan; seizoen 1 t/m 3) is een tech-specialist, die samem met Kara bij CatCo werkt. Hij is wordt een goede vriend van Kara, en ontwerpt voor haar ook haar kostuum als Supergirl, daarnaast helpt hij haar bij haar missies. Winn is in een onbeantwoorde relatie met Kara, en moet daarom opboksen tegen James Olsen die ook een oogje op Kara heeft. In de serie is hij de zoon van Toyman. 
In seizoen twee, verlaat hij CatCo om voltijd aan de slag te gaan bij de DEO, waar hij wordt aangeworven door Alex Danvers en J'onn J'onzz. Hij en James worden ook beste vrienden, waardoor hij James helpt met het bevechten van de misdaad als de Guardian, terwijl hij the man in the van wordt genoemd. Winn verleent zijn help om het pak van Kara te blijven verbeteren, onder andere met het apparaat dat ze gekregen heeft van Cisco Ramon van Aarde-1.
In seizoen drie, helpt Winn mee in de strijd tegen de Worldkillers. Aan het einde van het seizoen wordt Winn uitgenodigd om zich bij de Legion of Super-Heroes te voegen, wanneer hij een sub-atomisch schild ontwikkelt dat talloze levens in de toekomst zal redden. Samen met Mon-El reist hij naar de toekomst om daar zijn eigen avontuur te beginnen, en de toekomst te redden van een nieuwe bedreiging aldaar.
Jeremy Jordan zal niet terugkeren als Winn tot aan het vijfde seizoen.

### Mon-El

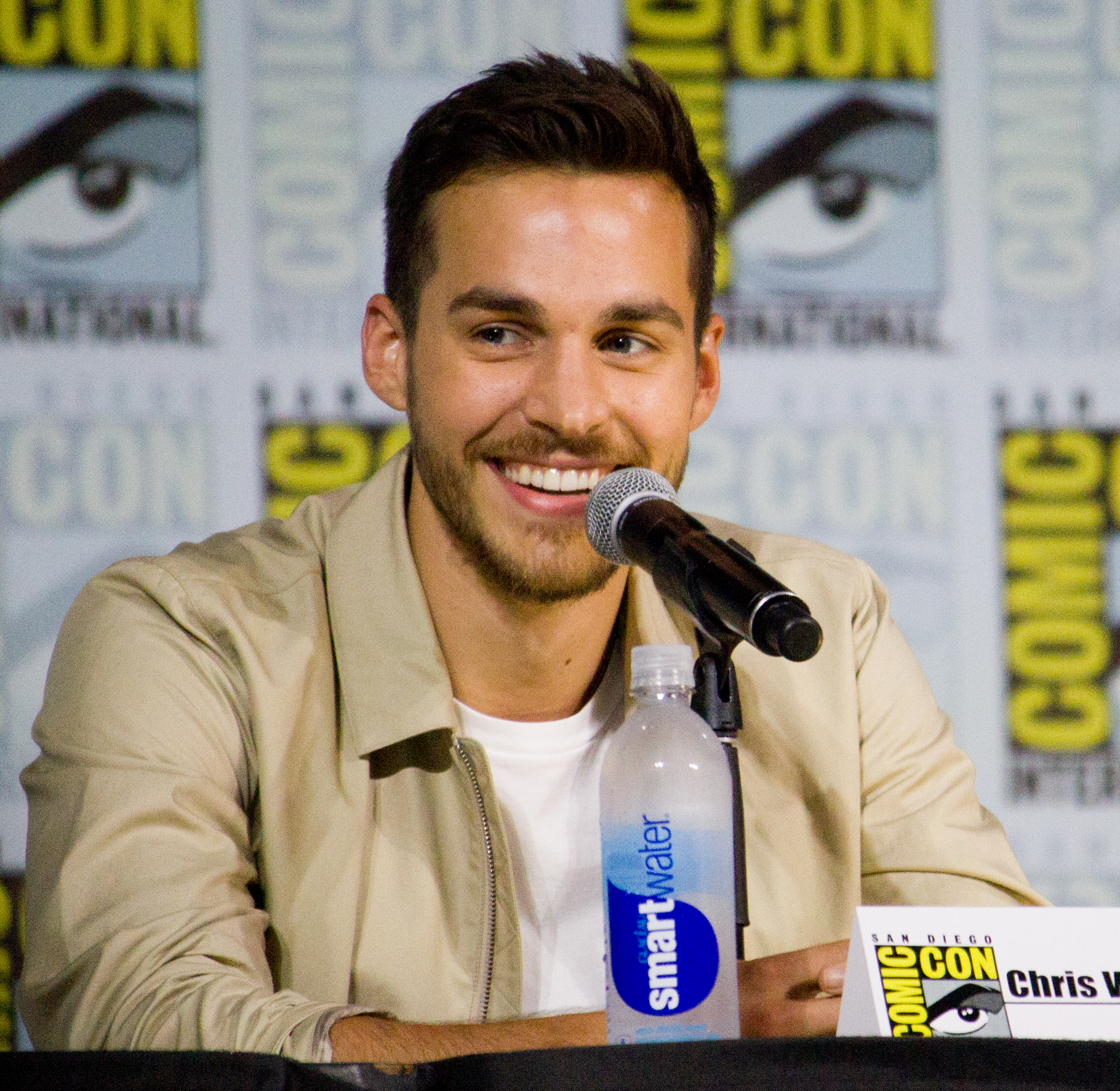
Chris Wood

Mon-El (gespeeld door Chris Wood; seizoen 2 en 3) is een overlevende en prins van de planeet Daxam die graag een superheld wil worden op Aarde. Daxamieten zijn verwant aan Kryptonianen, en Mon-El heeft gelijkaardige krachten als die van Superman en Supergirl. Mon-El maakt een crashlanding op Aarde aan het einde van seizoen een. Zijn onbezorgde en ontspannen houding leidt vaak tot frictie met Kara, wanneer zij hem leert in de manieren van het wezen van een superheld. Mon-El wordt in de loop van het seizoen verliefd op Kara en ze worden een koppel. Nadat Kara het apparaat aanzet dat de atmosfeer voorziet van een hoeveelheid lood, dat niet dodelijk is voor mensen maar wel voor Daxamieten. Daardoor vertrekt Rhea's leger, maar moet ook Mon-El de Aarde verlaten.
In seizoen drie wordt bekend dat de pod waar Mon-El zich in bevond door een wormgat is gereisd en zo in de 31ste eeuw is terechtgekomen. Hij was zeven jaar in de toekomst waar L-Corp hem een serum gaf dat hem immuun maakte voor loodvergiftiging. Hoewel hij nog steeds van Kara houdt, besluit Mon-El te trouwen met Imra Ardeen vlak voordat hij samen met andere passagiers naar de 21ste eeuw vertrekt, om op een onbekende missie te gaan. Het wordt ook bekend dat hij de oprichter is van het superheldenteam, the Legion.
In seizoen vier is Chris Woods' personage Mon-El niet te zien.

### Lena Luthor

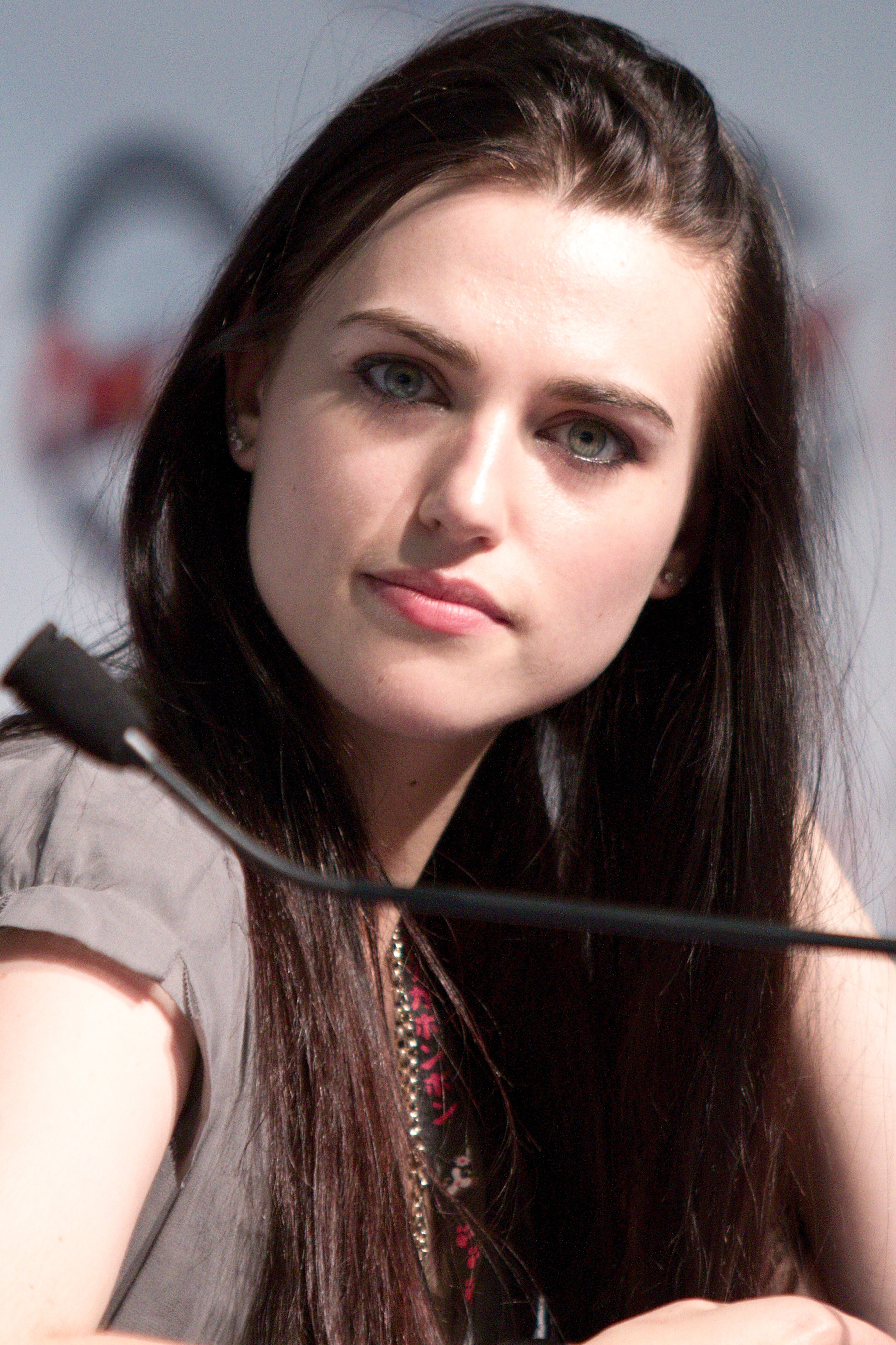
Katie McGrath

Lena Luthor (gespeeld door Katie McGrath; seizoen 2 t/m huidig seizoen) is de CEO of L-Corp (voorheen bekend als Luthor Corp), en de jongere halfzus van Lex Luthor. Ze komt naar National City nadat Lex in veroordeeld tot gevangenisstraf, en hoopt met de re-branding van Luthor Corp, het bedrijf meer in te zetten voor het goede. Als de dochter van Lionel Luthor, naar wie ze zeer hecht is, probeert Lena haar familienaam te zuiveren van de wandaden van Lex die de familie een slechte naam hebben gegeven. Daarnaast probeert ze ook te ontsnappen aan de invloed van Lex en haar stiefmoeder Lilian Luthor. In eerste instantie dacht ze dat ze de geadopteerde dochter was van Lionel en Lillian Luthor, maar later leert Lena dat ze Lionels dochter is na een buitenechtelijke affaire. Lena leert Kara kennen wanneer Kara wordt aangewezen om Lena te interviewen over L-Corp. Kort daarna ontwikkelen de twee een sterke vriendschap. Later in het seizoen wordt ze gebruikt door Rhea, ze repareert voor haar het portaal waarmee ze naar huis kan reizen, maar in plaats daarvan laat ze haar leger komen. Lena wordt bijna gehuwelijkt met Mon-El, het huwelijk wordt verstoord en beide weten te ontsnappen. Ze helpt haar moeder en Winn om de Daxamites te verdrijven. 
In seizoen drie koopt Lena het bedrijf CatCo Media op om te voorkomen dat Morgan Edge het overneemt, en besluit CatCo te leiden; daarbij draagt ze de leiding van L-Corp tijdelijk over aan Sam Arias. Anders dan haar halfbroer, lukt het Lena om een synthetische vorm van kryptoniet te fabriceren. Net zoals Cat Grant weet ze dat Kara Supergirl is, maar is ze te traag, om het zich te realiseren. Aan het einde van seizoen drie fabriceert Lena het Kryptoniaans mineraal Harun-El, een vorm van zwarte kryptoniet, in haar laboratorium. 
Camile Marty speelt een jongere versie van Lena.

### Samantha Arias / Reign

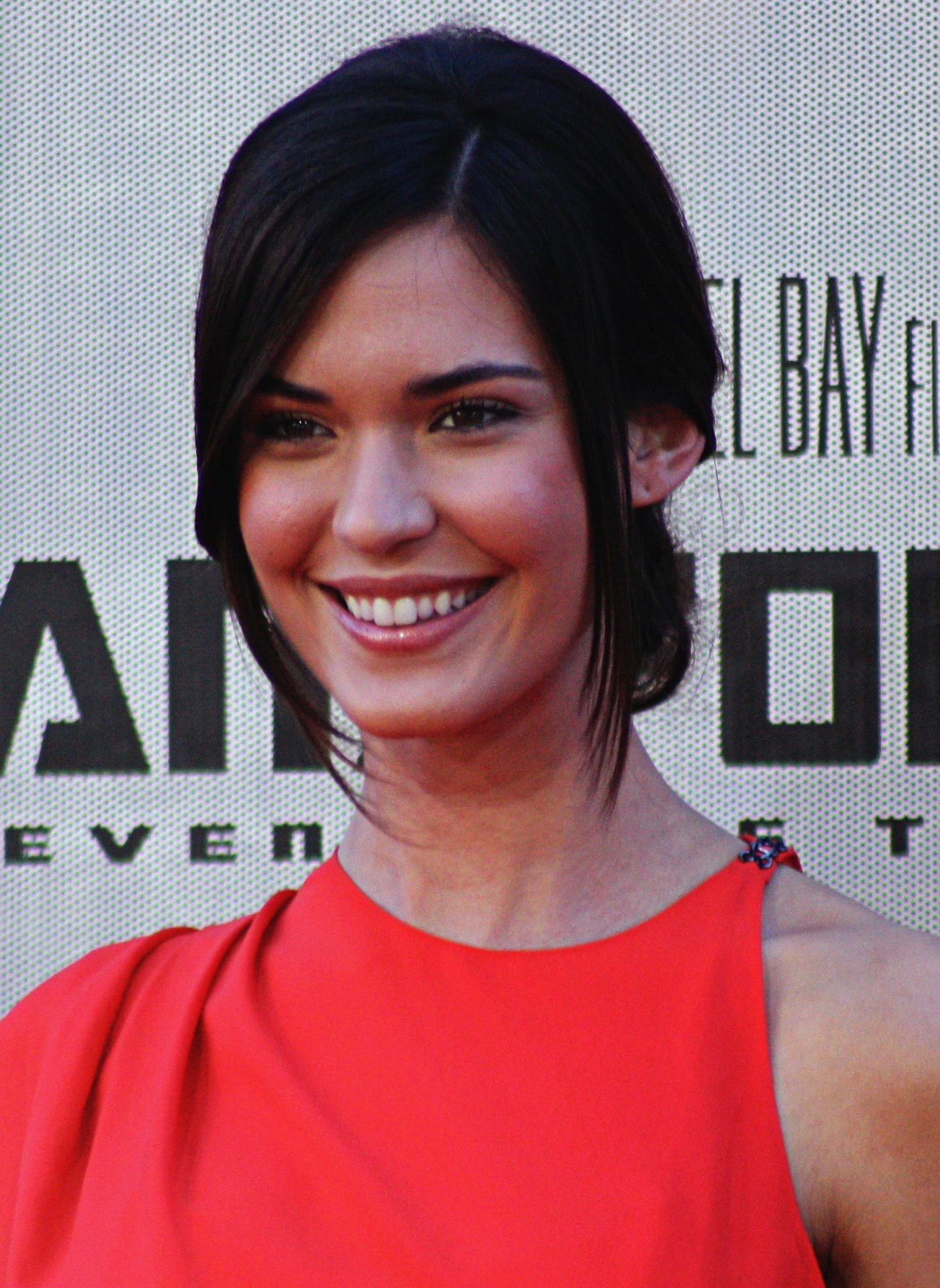
Odette Annable

Samantha "Sam" Arias / Reign (gespeeld door Odette Annable; seizoen 3) is een overlevende van Krypton, zonder hiervan af te weten. Ze werd naar de aarde gestuurd als baby door een groep Kryptoniaanse priesteressen vlak voor de vernietiging van de planeet. Sam werd geadopteerd door Patricia Arias. Alhoewel ze opgroeide zonder af te weten van haar herkomst, voelt ze dat er iets bij haar van binnen niet helemaal is zoals het hoort te zijn, en dit vreest ze dan ook. Samantha heeft hiernaast ook moeite met het opvoeden van haar dochter Ruby, ze verliet haar adoptiemoeder toen ze zwanger van haar was geworden als een puber. 
Op een punt vertoonde Sam bovenmenselijke kracht toen ze een toren van haar en haar dochter aftilde, die vlak daarvoor op hun terecht was gekomen tijdens een terroristische aanslag; maar ze gelooft dat haar kracht door het moment kwam, en simpel te verklaren valt door extra aanmaak van adrenaline, en daarnaast verliest ze haar extra kracht al snel na de gebeurtenis. Ze werkt samen met Lena Luthor, en krijgt promotie tot uitvoerend bestuursvoorzitter van L-Corp nadat Lena CatCo heeft gekocht, en aldaar finacieel directeur wordt. Samantha en haar dochter raken later ook bevriend met Alex en Kara Danvers. Tijdens het seizoen vormt Sam een goede vriendschap met Lena, Alex en Kara. Ze ontdekt van haar adoptiemoeder dat ze op Aarde kwam met een ruimtecapsule, en leert dus dat ze van buitenaardse afkomst is. Als ze de capsule opstart reist ze met behulp ervan naar een woestijn, waarin een verscholen Kryptoniaans fort is gelegen. In dit fort vindt ze een hologram van een duistere priesteres, Selena, zij vertelt haar over haar afkomst, en dat ze is genetisch is ontworpen als "Worldkiller", een levend biologisch wapen met een verbeterd Kryptoniaanse fysiologie, die naar de Aarde is gestuurd om er over te heersen; haar zwangerschap voorkwam dat haar krachten zich eerder vertoonden. Sam wilde dit niet accepteren, maar haar krachten begonnen zich te manifesteren, dit ontwaakte haar slapende alter-ego Reign. Aan het einde van seizoen drie wordt duidelijk dat Selena Reigns biologische moeder is, daardoor ook die van Sam.  
Als ze weer naar huis keert, heeft ze geen herinneringen van haar daden als Reign, terwijl haar Kryptoniaase alter-ego een zwart gekleed en gemaskerde burgerwacht wordt, waarbij ze indiscreet iedereen vermoord die zij ziet als boosdoeners. Alhoewel Reign en twee andere Worldkillers zijn ontworpen om te lijden aan dissociatieve identiteitsstoornis om zo hun bestaan te verbergen, toch is Sam sterker dan Reign op het gebied van wilskracht en controle vanwege haar toewijding aan Ruby, dit weerhoudt Reign ervan Sam volledig over te nemen. Bij haar Reigns eerste ontmoeting met Kara's alter-ego Supergirl, raken zij en Reign in een strijd verwikkeld, waarbij Reign haar verslaat, wat ervoor zorg dat de superheldin in een coma ligt voor een aantal dagen.
Nadat Supergirl weer ontwaakt uit haar coma is Reign op gespannen voet met haar, de DEO en de Legion. Reign leert dat er nog meer Worldkillers zijn op Aarde en probeert hun te vinden. Het lukt haar om Purity aan haar zijde te krijgen, wanneer ze zich aan haar overgeeft aan Reign.
Na de dood van Purity en Pestilence verkrijgt Reign kun krachten en ontkomt ze. Reign probeert Ruby aan te vallen om zo Sam meer de baas over Sam te kunnen zijn, hierdoor besluiten Supergirl en Alex haar in bescherming te nemen. Met de dank van kryptoniet lukt het Supergirl, Mon-El en Kara om Reign buiten bewustzijn te brengen en haar op te sluiten, zodat ze kunnen werken aan het vinden van een manier hoe ze van Sams duister alter-ego af kunnen komen. Later met een behulp van een mineraal dat afkomstig is van Krypton, Harun-El genaamd lukt het om Sam te scheiden van Reign. Nadat dit is gelukt doet ze mee aan het gevecht tegen Reign en de duistere priesteres nadat ze krachten verkrijgt die bijna gelijk staan aan die van Reign. In een tijdlijn verslaat Sam Reign, maar daarbij komt ze zelf en haar bondgenoten om het leven. Daarom besluit Supergirl terug te gaan in de tijd om zo de uitkomst te veranderen van het gevecht, om zo de dood van haar vrienden af te wenden. In de geresette tijdlijn verslaat ze Reign alsnog, door de blootstelling aan de Harun-El tijdens het gevecht wordt ze ontdaan van haar Kryptoniaanse zijde, en daardoor heeft ze geen eens meer geen krachten meer en een kans op een normaal leven met haar dochter.
In seizoen vier wordt bekend dat Sam en Ruby zijn verhuist naar Metropolis, waar Sam aan het hoofd staat van de noordoostelijke sector van L-Corp.

## Terugkerende rollen

### Geīntroduceerd in seizoen een

#### Alura Zor-El
Alura Zor-El (gespeeld door Laura Benanti in seizoen 1 en 2, en door Erica Durance in seizoen 3) is Kara's biologische moeder en de tweelingzus van Astra In-Ze. Alura's begeleiding (uit flashbacks en als een Kryptoniaanse AI die met Kara communiceert door middel van een hologram, die Kara kan raadplegen wanneer zij wil) is onmisbaar in Kara's zoektocht. Wegens een fail-safe die Zor-El heeft gebouwd rondom de stad Argo City is de stad gespaard gebleven bij de explosie van Krypton. Door de fail-safe is ook Alura nog in leven en is ze onderdeel van de Hogeraad van Argo City.  

#### Astra In-Ze
Astra In-Ze (gespeeld door Laura Benanti) is de tante van Kara, en de tweelingzus van Alura-Zor-El. Ze is een grote tegenhanger in het eerste seizoen. Ze is van plan over de Aarde te heersen en richt haar woede op Kara, als wraak op Alura, die de rechter was die besloot haar op te sluiten in Fort Rozz ondanks dat ze probeerde Krypton en de Aarde te beschermen. Wanneer Astra J'onn J'onzz probeert om te brengen in de aflevering "For the Girl Who Has Everything", wordt Astra gedood door Alex. Later wordt bekend dat Astra en Non het programma Myriad, een hersenspoel programma, hadden gecreëerd met het doel om zo het klimaat te redden, maar het kon ook gebruikt worden om van mensen slaven te maken, en vandaar wordt hun levenslang opgelegd die ze dienen uit te zitten in Fort Rozz.